# Comuna Crasnîi Vinogradari, Stînga Nistrului
Comuna Crasnîi Vinogradari este o comună din Unitățile Administrativ-Teritoriale din Stînga Nistrului, Republica Moldova. Este formată din satele Crasnîi Vinogradari (sat-reședință), Afanasievca, Alexandrovca Nouă, Calinovca și Lunga Nouă.